# ريتشارد فيربانك
ريتشارد فيربانك (بالإنجليزية: Richard Fairbank)‏ هو مصرفي وكبير الإداريين التنفيذيين ورائد أعمال أمريكي، ولد في 1951.

## وصلات خارجية
- ريتشارد فيربانك على موقع إن إن دي بي (الإنجليزية)